# ایان هولم
ایان هولم کاتبرت (به انگلیسی: Ian Holm Cuthbert) (زادهٔ ۱۲ سپتامبر ۱۹۳۱ – درگذشتهٔ ۱۹ ژوئن ۲۰۲۰) بازیگر ایفاگر نقش بیلبو بگینز در فیلم ارباب حلقه‌ها اهل انگلستان بود. او برای بازی در فیلم ارابه‌های آتش ساخته هیو هادسن در سال ۱۹۷۹ نامزد اسکار شد. ایان هولم در فیلم‌هایی چون بیگانه ساخته رایدلی اسکات، رابین و ماریان (ریچارد لستر)، هملت (فرانکو زفیرلی)، فرانکنشتاین (کنت برانا)، و عنصر پنجم لوک بسون بازی کرده است. ایان هولم پیش از بازی در فیلم‌های سینمایی روی صحنه تئاتر درخشید. او در نمایشنامه‌هایی چون جنون شاه جرج، شاه لیر شکسپیر بازی کرده است. او برای اولین بار در سال ۱۹۶۸ با فیلم رؤیای شب نیمه تابستان شکسپیر وارد دنیای سینما شد. او در بیمارستان در ۸۸ سالگی به بیماری مربوط به پارکینسون درگذشت.

## زندگی شخصی
هولم چهار بار ازدواج کرده بود: در سال ۱۹۵۵ با لین ماری شاو (طلاق در ۱۹۶۵)؛ در ۱۹۸۲ با سوفی بیکر (طلاق در ۱۹۸۶)؛ در ۱۹۹۱ با بازیگر پنلوپه ویلتون در ویلتشر (طلاق در ۲۰۰۲)؛ و در ۲۰۰۳ با هنرمند سوفی دو استمپل. او دارای پنج فرزند بود.
هولم و ویلتون هر دو در مینی‌سریال وام‌گیرندگان بی‌بی‌سی (۱۹۹۱) حضور داشتند. آخرین همسر او، سوفی دو استمپل، مدل در آثار لوسین فروید بود که خود هنرمندی مستقل نیز بود.
او در سال ۱۹۸۹ نشان فرماندهی امپراتوری بریتانیا را از ملکه الیزابت دوم دریافت کرد.
هولم در سال ۲۰۰۱ به دلیل ابتلا به سرطان پروستات تحت درمان قرار گرفت. او در سال ۲۰۰۷ به بیماری پارکینسون مبتلا شد.

## مرگ

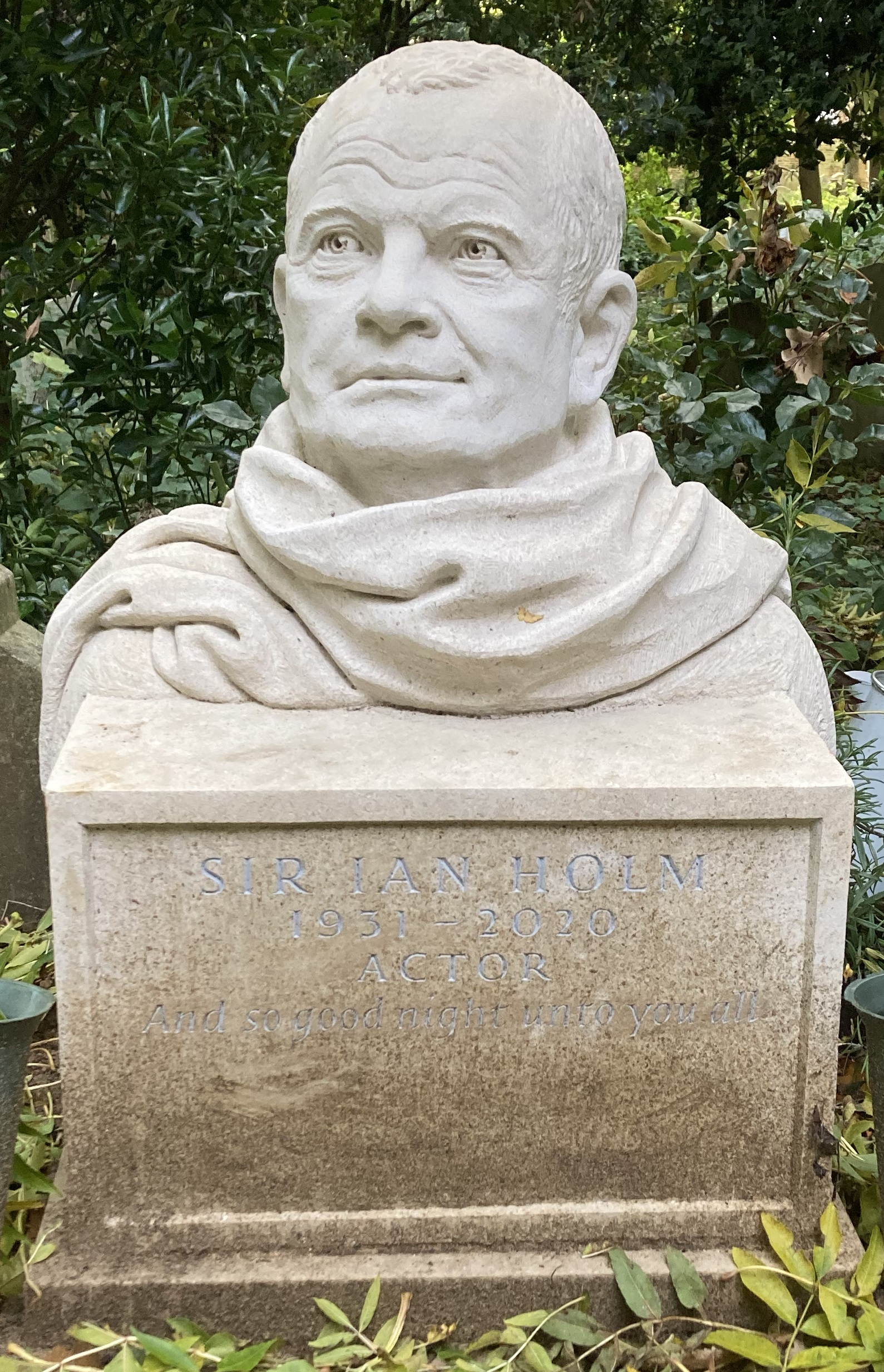
سنگ قبر هولم در گورستان هایگیت

هولم در ۱۹ ژوئن ۲۰۲۰ در سن ۸۸ سالگی در یک بیمارستان در لندن درگذشت. به گفتهٔ الکس اروین، نمایندهٔ هولم، مرگ او مربوط بیماری پارکینسون بوده است. جسد او پس از مرگ سوزانده شد و خاکسترش در گورستان هایگیت دفن شد.

## استفاده از تصویر پس از مرگ
پس از جلب رضایت نوادگان هولم، با استفاده از داده‌های آرشیوی هولم و تصویر تولیدشده توسط رایانه، شخصیت اندروید روک برای استفاده در فیلم بیگانه: رومولوس (۲۰۲۴) ساخته شد؛ مدلی که مشابه اش بود؛ شخصیتی در نخستین فیلم بیگانه که هولم در سال ۱۹۷۹ نقش آن را ایفا کرد.

## جوایز و افتخارات
- کاندیدای بفتای بهترین بازیگر نقش مکمل مرد برای فیلم جنون شاه جرج در سال ۱۹۹۵
- کاندیدای اسکار بهترین بازیگر نقش مکمل مرد برای فیلم ارابه‌های آتش در سال ۱۹۸۱

## گزیدهٔ نقش‌آفرینی‌ها

### سینما
- تعمیرکار (۱۹۶۸)
- رؤیای شب نیمه تابستان (۱۹۶۸)
- اوه! چه جنگ دلپذیری (۱۹۶۹)
- نیکلاس و الکساندرا (۱۹۷۱)
- ماری، ملکه اسکاتلند (۱۹۷۱)
- وینستون جوان (۱۹۷۲)
- بازگشت به خانه (۱۹۷۳)
- نیروی عظیم (۱۹۷۴)
- رابین و ماریان (۱۹۷۶)
- به پیش یا بمیر (۱۹۷۷)
- بیگانه (۱۹۷۹)
- اس‌اواس. تایتانیک (۱۹۷۹)
- ارابه‌های آتش (۱۹۸۱)
- سارقان زمان (۱۹۸۱)
- گری‌ستوک: افسانه تارزان، ارباب گوریل‌ها (۱۹۸۴)
- وتربی (۱۹۸۵)
- برزیل (۱۹۸۵)
- زنی دیگر (۱۹۸۸)
- هنری پنجم (۱۹۸۹)
- هملت (۱۹۹۰)
- ناهار عریان (۱۹۹۱)
- کافکا (۱۹۹۱)
- یخ آبی (۱۹۹۲)
- فرانکنشتاین (۱۹۹۴)
- جنون شاه جرج (۱۹۹۴)
- شب‌هنگام در منهتن (۱۹۹۶)
- شب بزرگ (۱۹۹۶)
- آخرت شیرین (۱۹۹۷)
- عنصر پنجم (۱۹۹۷)
- یک زندگی کمتر معمولی (۱۹۹۷)
- ناشناس (۱۹۹۷)
- آن‌سوی آینه (۱۹۹۸)
- مزرعه حیوانات (۱۹۹۹)
- اگزیستنز (۱۹۹۹)
- شمعون مجوسی (۱۹۹۹)
- این کودک را دعا کنید (۲۰۰۰)
- راز جو گولد (۲۰۰۰)
- جو زیبا (۲۰۰۰)
- از جهنم (۲۰۰۱)
- لباس جدید پادشاه (۲۰۰۱)
- ارباب حلقه‌ها: یاران حلقه(۲۰۰۱)
- ارباب حلقه‌ها: بازگشت پادشاه (۲۰۰۳)
- پس‌فردا (۲۰۰۴)
- ایالت گلستان (۲۰۰۴)
- هوانورد (۲۰۰۴)
- ارباب جنگ (۲۰۰۵)
- رنگ‌هراسی (۲۰۰۵)
- غریبه‌ها با آبنبات (۲۰۰۵)
- رنسانس (۲۰۰۶)
- راتاتویی (۲۰۰۷)
- هابیت: یک سفر غیرمنتظره (۲۰۱۲)
- هابیت: نبرد پنج سپاه (۲۰۱۴)

### تلویزیون
- ناپلئون و عشق (۱۹۷۴)
- بنجامین فرانکلین (۱۹۷۴)
- مردی با ماسک آهنین (۱۹۷۷)
- عیسی ناصری (۱۹۷۷)
- هولوکاست (۱۹۷۸)
- بینوایان (۱۹۷۸)
- در جبهه غرب خبری نیست (۱۹۷۹)
- مردم‌گریز (۱۹۸۰)
- ترفند، طرح‌ریزی، رویارویی (۱۹۸۸)
- فصلی از زندگی بزرگان (۱۹۹۰)
- افق (۲۰۰۵ تا ۲۰۰۸)

### تئاتر
- ترویلوس و کرسیدا (۱۹۶۰)
- قیاس برای قیاس (۱۹۶۲)
- طوفان (۱۹۶۳)
- رومئو و ژولیت (۱۹۶۷)
- شاه لیر (۱۹۹۷)